# Bot de Wikipédia

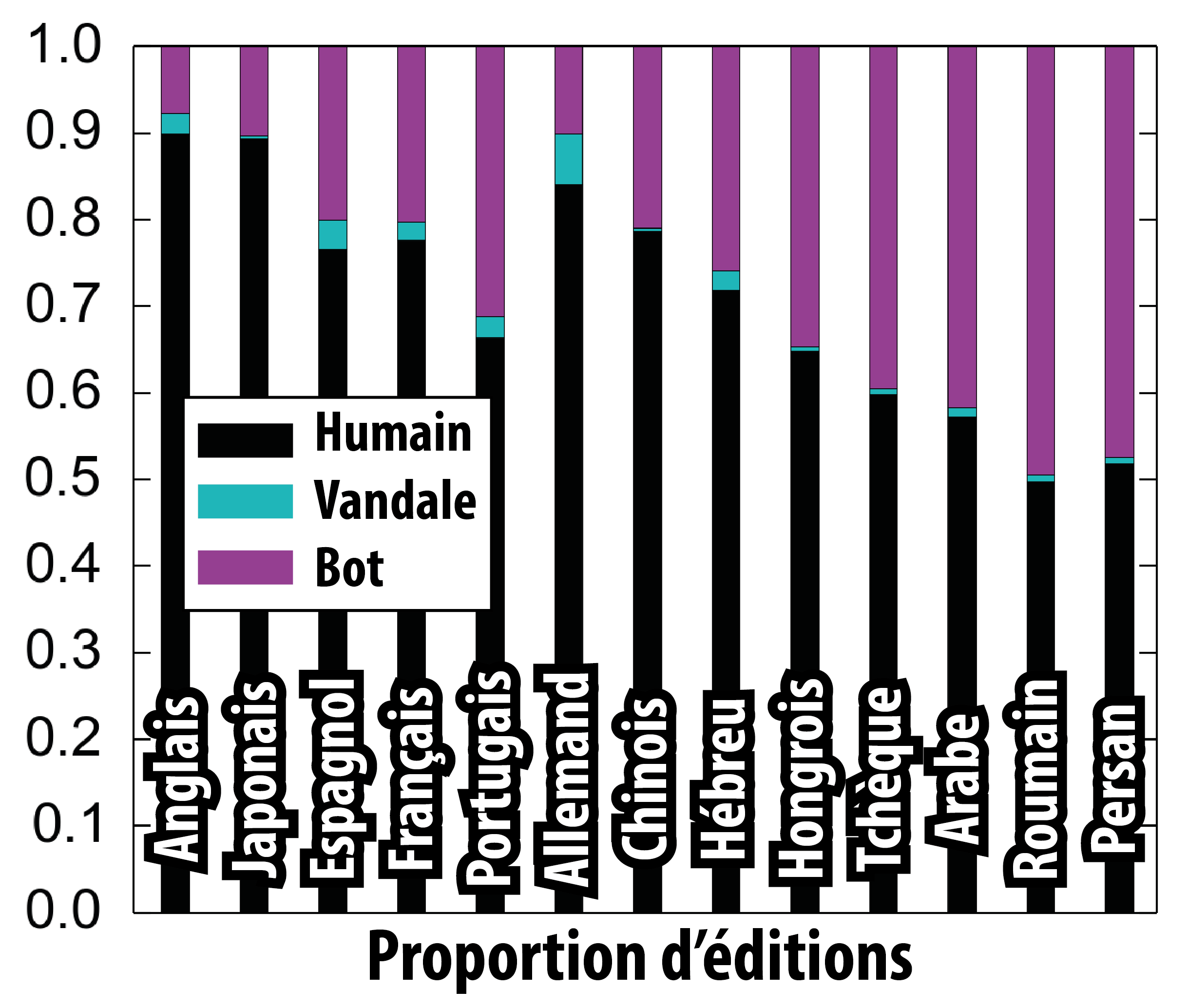
Proportion d'éditions réalisées par des contributeurs humains, vandales et bots sur différents Wikipédias en 2016.

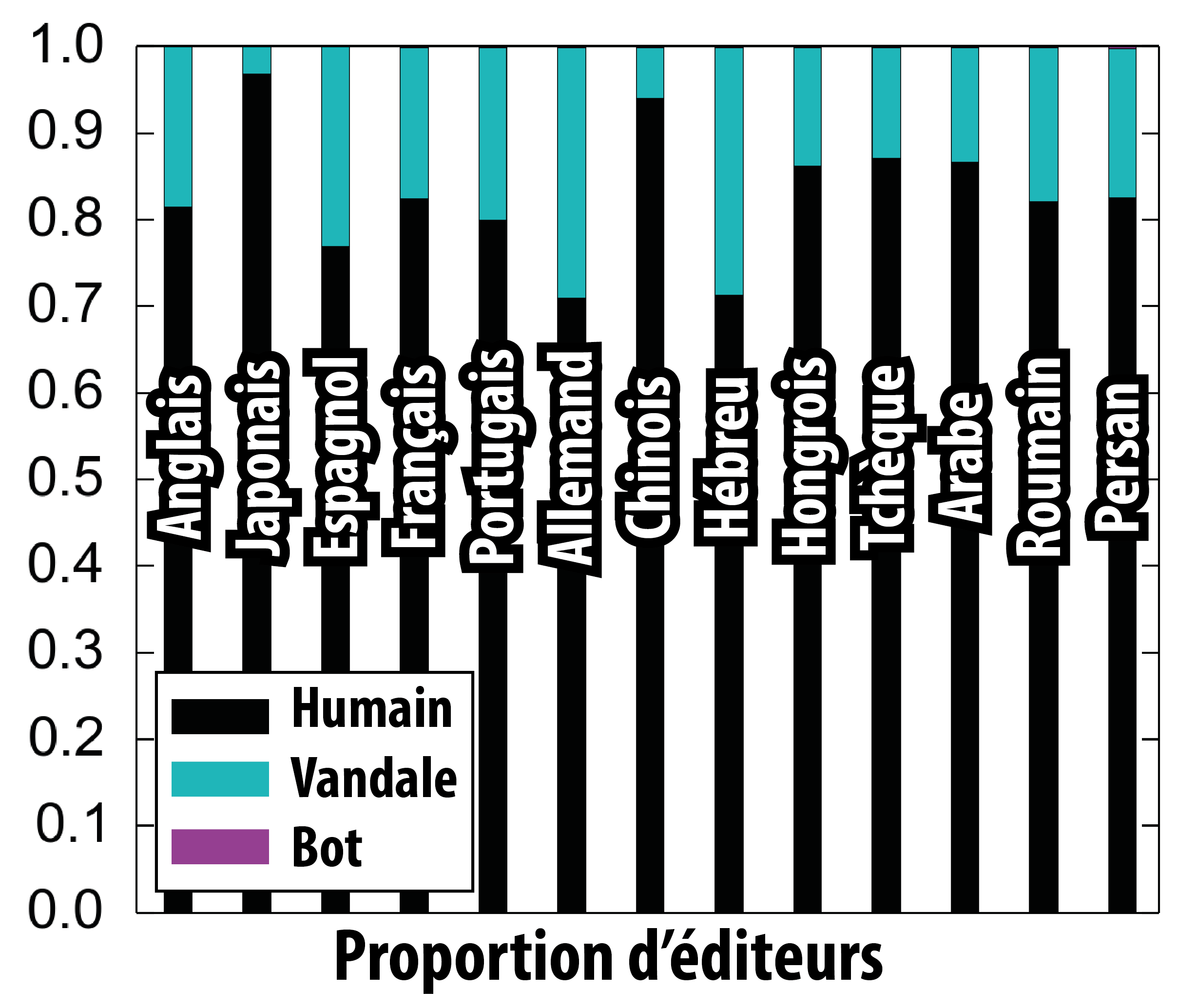
Proportion du nombre d'éditeurs humains, vandales et bots actifs sur différents Wikipédias en 2016. Le nombre de comptes associés à des bots est trop faible pour être visible sur la figure

Les bots de Wikipédia sont des programmes informatiques développés par des contributeurs de Wikipédia selon des règles prédéfinies. Ils sont validés par d’autres contributeurs avant leurs mises en service et agissent de façon autonome pour des tâches de maintenance répétitives ou fastidieuses sur l’encyclopédie. 
En 2014, les bots (qui ne représentent qu'une fraction négligeable du nombre d'éditeurs) effectuent près de 15 % du nombre de modifications sur Wikipédia. Ce nombre était de plus de 20 % en 2017 sur Wikipédia en français.

## Opérations

### Lutte contre le vandalisme
Les bots de Wikipédia sont employés dans la lutte contre le vandalisme et les violations de droits d’auteur, ils participent à la correction de fautes d'orthographe et de syntaxe, à l'ajout de liens hypertextes ainsi qu'à diverses tâches de maintenance de l'encyclopédie,,. L'utilisation de bots permet une réponse rapide et systématisée aux tentatives de vandalisme sur les versions en différentes langues de Wikipédia. Des bots (comme ClueBot NG sur Wikipédia en anglais ou Salebot sur Wikipédia en français) sont capables de détecter et d'annuler en quelques secondes des types de vandalismes classiques ou l'insertion de langage vulgaire.

### Rédaction d'articles

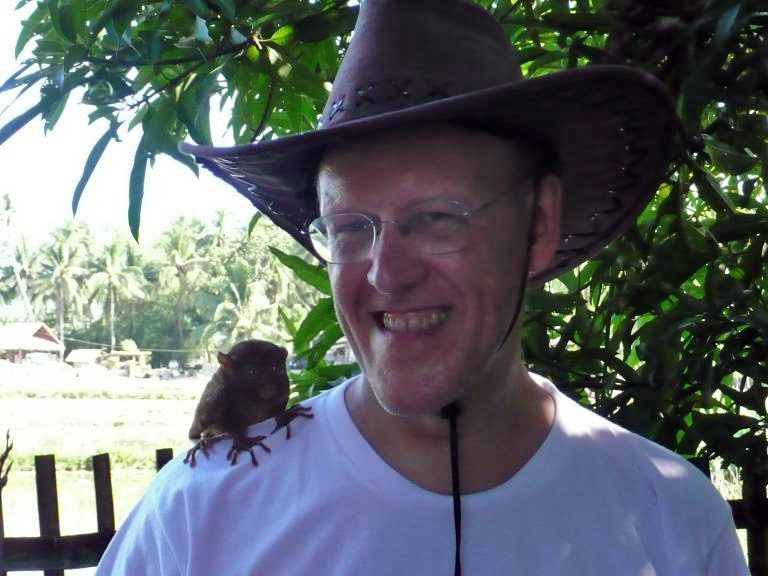
Sverker Johansson, créateur de Lsjbot.

En 2014, le bot Lsjbot créé par le wikipédien suédois Sverker Johansson, rédige jusqu'à  d'articles par jour en utilisant des données recueillies auprès de différentes sources (essentiellement des articles sur les espèces d'animaux et de plantes). Le bot est actif sur Wikipédia en cebuano, Wikipédia en néerlandais et Wikipédia en waray-waray.
Entre 2015 et 2018, grâce à l'activité de Lsjbot, le nombre d'articles sur Wikipédia en cebuano passe de 1,21 million à 5,38 millions. Le site passe de la 9e à la 2e place du classement des versions linguistiques de Wikipédia ayant le plus d'articles,.

### Intelligence artificielle
En 2020, des chercheurs du Massachusetts Institute of Technology déclarent avoir mis au point une intelligence artificielle capable de « vérifier, corriger et mettre à jour les informations stockées sur des millions de pages du site » tout en nuançant que l'IA n'obtient encore qu'une note de 4 sur 5 pour la précision de ses mises à jour et de 3,85 sur 5 pour sa grammaire.

## Conflits d'édition entre bots
En 2017, une étude publiée dans PLOS One révèle des conflits d'éditions massifs entre bots. L'une des batailles les plus intenses oppose Xqbot et Darknessbot. Entre 2009 et 2010 et sur plus de 3 629 modifications, Xqbot annule plus de 2 000 modifications apportées par Darknessbot et Darknessbot annule plus de 1 700 des modifications de Xqbot,. L’étude précise que la majorité des conflits observés entre 2001 et 2010 n’a plus lieu. Depuis 2013, la création de liens entre les différentes éditions de l’encyclopédie est facilitée (par la mise en place de Wikidata), or ce point était à l'origine de la majorité des guerres d’édition entre bots.